# فرماندهی کل ارتش پاکستان
فرماندهی کل ارتش پاکستان (به اردو: پاک فوج کا کمانڈر ان چیف) به‌طور معمول بالاترین مقام ارتش پاکستان، از استقلال این کشور تا سال ۱۹۷۲ بود. این مقام یک موقعیت اداری برای فرمانده کل ارتش بود؛ دارنده این پست مسئولیت مستقیم فرماندهی عملیاتی ارتش پاکستان را بر عهده داشت.
تا سال ۱۹۵۱ فرماندهی کل ارتش پاکستان از میان شورای ارتش انگلیس انتخاب می‌شد اما پس از آن برای نخستین یک نفر پاکستانی، ژنرال ایوب خان به فرماندهی کل ارتش معرفی و منصوب شد. به‌دنبال او جنرال موسی خان، جنرال یحیی خان و جنرال گل حسن‌خان به این پست مقرر شدند. در کل شش نفر تا انحلال این پست در سال ۱۹۷۲، فرمانده کل ارتش پاکستان بودند که دو نفر اول انگلیسی بودند.